# Île du Nord (Seychelles)
Pour les articles homonymes, voir Île du Nord (homonymie).
L'île du Nord, en anglais North Island, est une île de l'archipel des Seychelles, dans l'océan Indien. Elle est située 5,8 km au nord de Silhouette, à une trentaine de kilomètres au nord-ouest de Mahé. Elle fait partie de la subdivision administrative seychelloise de La Digue et les îles Intérieures.

## Géographie

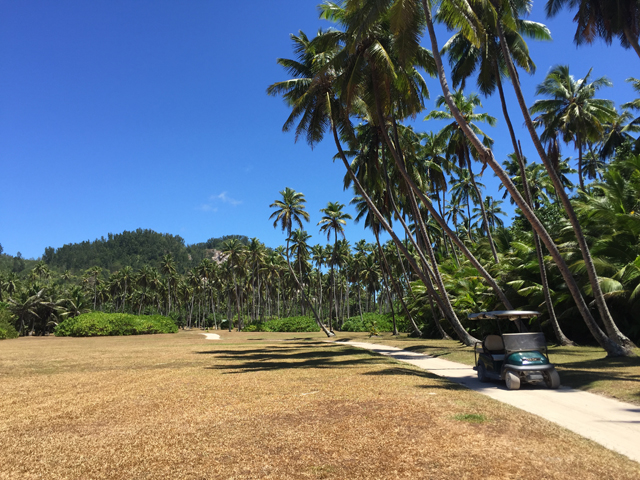
Paysage de l'île du Nord.

Cette île est l'une des 42 îles constituant l'archipel des Seychelles. L'île possède quatre plages principales : la plage Est (East Beach), la plage Ouest (West Beach, aussi appelée Grande Anse), la Crique des lunes de miel (Honeymoon Cove) et la Plage des plongeurs (Dive Beach). Le sommet de l'île s'élève à près de 200 mètres d'altitude.

## Histoire
L'île du Nord est l'une des premières îles des Seychelles à être visitée. Lors d'une expédition menée en 1609 par Alexander Sharpeigh (en), envoyé par la Compagnie britannique des Indes orientales, le navigateur dit de cette île qu'elle a une grande population de tortues de terre géantes.
De 1826 à 1970, l'île du Nord appartient à la famille Beaufond originaire de La Réunion. L'île est alors couverte de plantations de fruits et d'épices, mais a été aussi exploitée pour sa production de guano, d'huile de poisson et de coprah. Après que la plantation est vendue dans les années 1970, l'île est occupée par des animaux sauvages et des espèces végétales allochtones.
En 1981, l'île est léguée à Marius Maier par son père. Il désire remettre l'île dans son état originel avant une installation humaine. Le projet comprend alors l'éradication de nombreux animaux et plantes qui avaient été importées sur l'île (cochons, rats, noix de coco et cocotiers, casuarina, vaches, martin triste, chats et latana (une herbe sauvage très envahissante).
En 1997, l'île du Nord est achetée pour cinq millions de dollars américains par la société Wilderness Holdings Limited, une compagnie sud-africaine travaillant dans le secteur de l'écotourisme. Elle y construit le North Island Lodge ouvert en 2003, un complexe de lodges.
Le prince William, duc de Cambridge et son épouse Catherine Middleton y passent leur lune de miel en 2011.

## Conservation
Depuis 2006, un projet environnemental vise à réintroduire la faune et la flore naturelle des Seychelles sur l'île dont des tortues géantes et certains oiseaux, ainsi que le takamaka, le badamier et la cocotier de mer. Partenaire du projet, le Fonds français pour l'environnement mondial, déclare que l'île est désormais éradiquée de ses rats. Plusieurs espèces endémiques rares ou menacées ont ainsi pu y être réintroduites, notamment 25 oiseaux lunettes et 20 tortues soupapes noires.
L'île dispose aussi d'un programme de protection des nids de tortues.